# Erica varderi
Erica varderi är en ljungväxtart som beskrevs av Harriet Margaret Louisa Bolus. Erica varderi ingår i släktet klockljungssläktet, och familjen ljungväxter. Inga underarter finns listade i Catalogue of Life.